# NGC 517
NGC 517 је лентикуларна галаксија у сазвежђу Рибе која се налази на NGC листи објеката дубоког неба.
Деклинација објекта је + 33° 25' 44" а ректасцензија 1h 24m 43,8s. Привидна величина (магнитуда) објекта NGC 517 износи 12,5 а фотографска магнитуда 13,5. NGC 517 је још познат и под ознакама UGC 960, MCG 5-4-54, CGCG 502-79, VV 36, ARAK 43, PGC 5214.